# Sorgedagbok
Sorgedagbok (originaltitel: Journal de deuil) är en bok av den franske litteraturkritikern och filosofen Roland Barthes. Den utgavs postumt år 2009 av Éditions du Seuil och 2018 kom den första översättningen på svenska på förlaget Pequod Press. Översättare är Kristoffer Leandoer.
Roland Barthes mor, Henriette, avled den 25 oktober 1977, 84 år gammal. Dagen därpå börjar Barthes att anteckna sina reaktioner, känslor och tankar om moderns död. Han för ett slags dagbok över sitt sörjande, sina minnen av modern och vad hennes död gör med honom själv. Barthes kallar sin mor för Mam., kort för Maman. Under den sista sommaren med modern skriver Barthes i sin dagbok: "Mörka tankar, rädsla, ångest: jag ser den älskades död och blir galen av det".
Sorgen ger Barthes en möjlighet till existentiell reflexion. Den 27 oktober 1977 skriver han: "Aldrig mer, aldrig mer! Ändå är det motsägelsefullt: detta 'aldrig mer' är inte för evigt eftersom man själv en dag ska dö. 'Aldrig mer' är ett uttryck för odödliga." 
Den 18 augusti 1978 skriver Barthes följande ord:
| ” | På väggen i rummet där hon låg sjuk, där hon dog och där jag nu bor, just där huvudänden av hennes säng stod, har jag hängt upp en ikon – inte av tro – och jag sätter alltid blommor på bordet. Jag är på väg dithän att inte vilja resa mer för att alltid kunna vara där, för att blommorna aldrig ska vara vissna. | „ |